# Cathédrale du Cœur-Immaculé-de-Marie de Las Cruces
Cette  cathédrale n’est pas la seule cathédrale du Cœur-Immaculé-de-Marie.
La cathédrale du Cœur-Immaculé-de-Marie est le siège du diocèse de Las Cruces à Las Cruces, au Nouveau-Mexique.

## Historique
La cathédrale était à l'origine une église paroissiale, construite entre septembre 1965 et mai 1966, dans le style contemporain Pueblo Revival Style. L'église est érigée en cathédrale à la fondation du diocèse de Las Cruces en 1982.

## Galerie

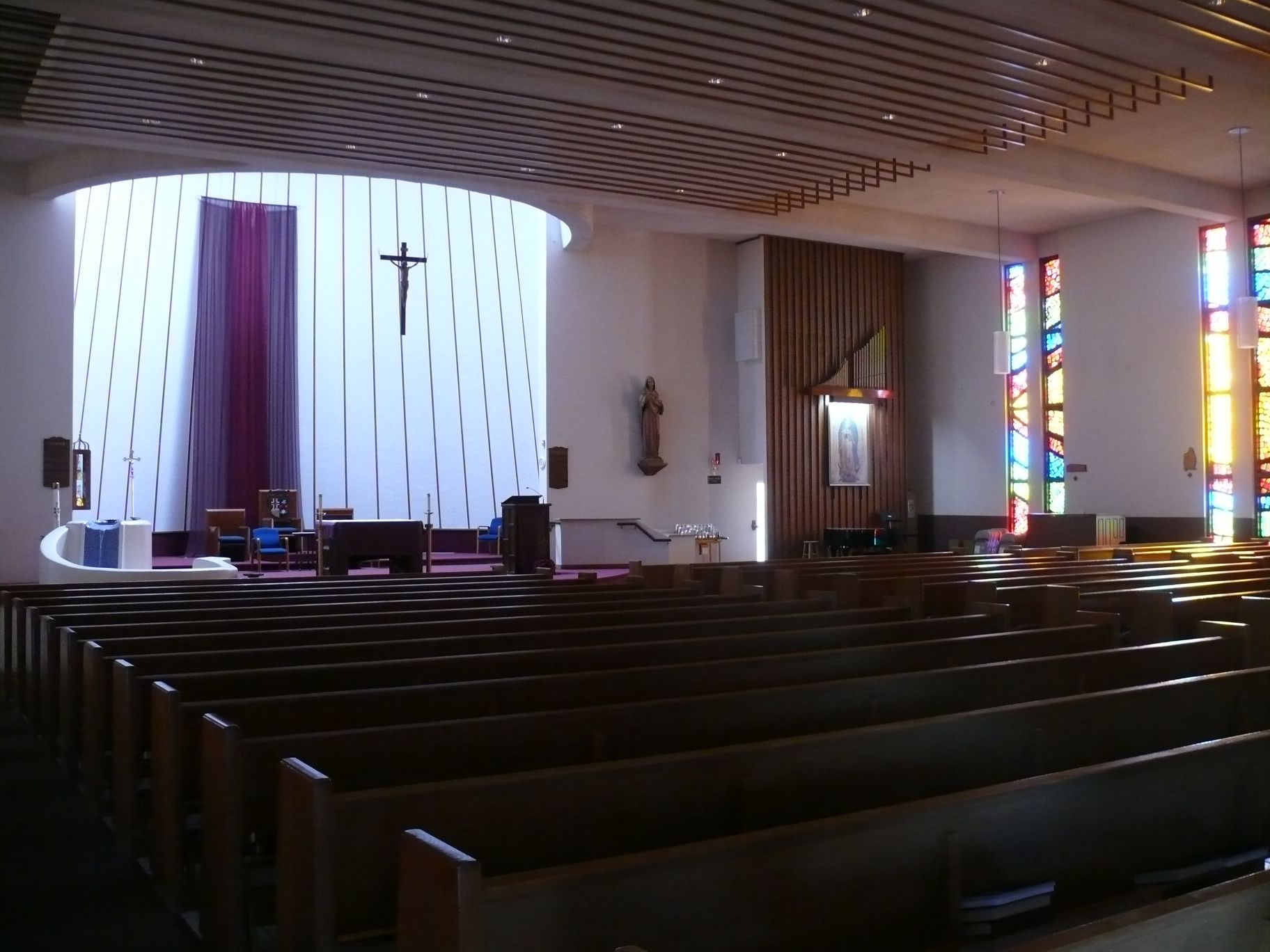
La nef
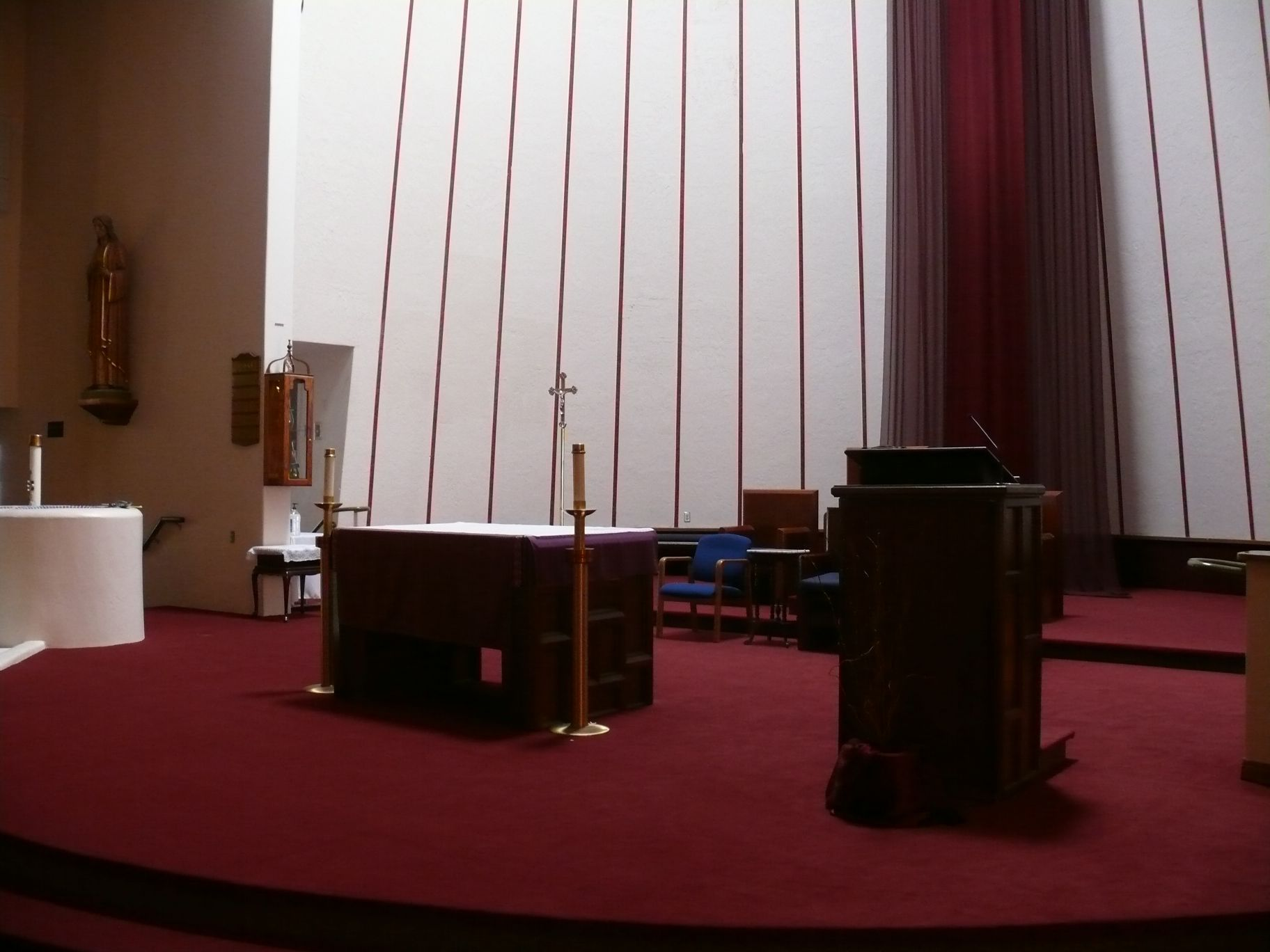
Le chœur
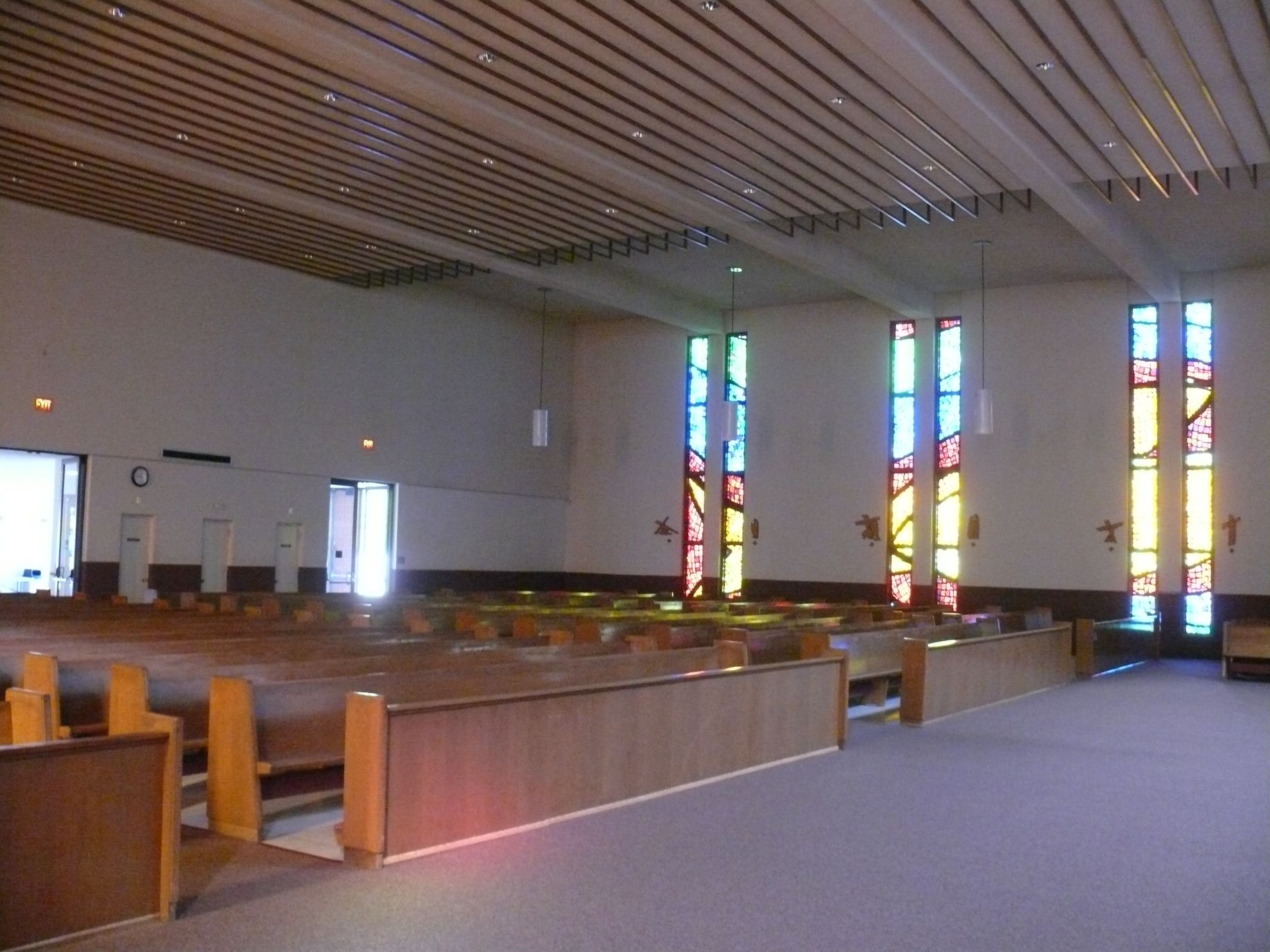
La nef
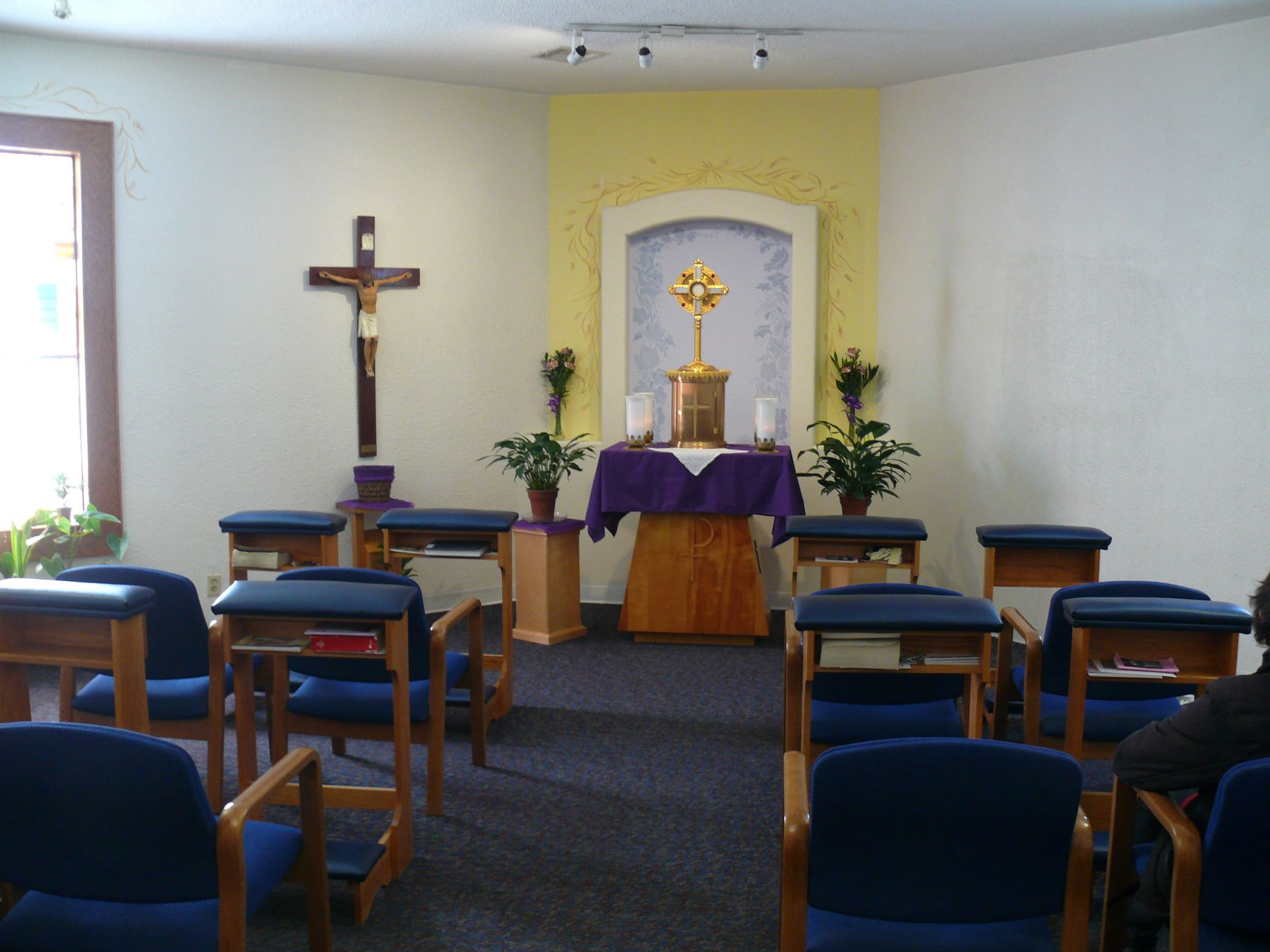
La chapelle du Saint-Sacrement

## Source
- (en) Cet article est partiellement ou en totalité issu de l’article de Wikipédia en anglais intitulé « Cathedral of the Immaculate Heart of Mary » (voir la liste des auteurs).